# A Submarine Pirate
A Submarine Pirate is een Amerikaanse korte stomme film uit 1915, onder regie van Charles Avery en Sydney Chaplin, met Sydney Chaplin zelf in de hoofdrol.

## Verhaal
Een onhandige ober (Sydney Chaplin) in een chic restaurant luistert een gesprek af tussen een uitvinder (Glen Cavender) en zijn assistent (Wesley Ruggles) over een onderzeeër en een plan om een met goud beladen passagiersschip te overvallen. De ober besluit om zelf de overval te plegen en begeeft zich verkleed als admiraal naar de onderzeeër. Hij weet de bemanning te misleiden en voert de overval uit. De marconist van het passagiersschip slaagt er echter in om een oorlogschip te contacteren. Op de vlucht voor het oorlogsschip realiseert de ober zich dat hij een sleutel verloren is die nodig is om te kunnen duiken. De onderzeeër, die nu niet meer onder water kan komen, wordt beschoten door het naderende oorlogsschip.

## Rolverdeling
| Acteur         | Personage             | Opmerkingen          |
| -------------- | --------------------- | -------------------- |
| Sydney Chaplin | A Waiter              | als Syd Chaplin      |
| Phyllis Allen  | A Militant Guest      |                      |
| Glen Cavender  | A Shrewd Inventor     |                      |
| Wesley Ruggles | Inventor's Accomplice |                      |
| Josh Binney    | Hotel Manager         | als Harold J. Binney |
| Harold Lloyd   | Cook                  | (niet op aftiteling) |